# Nepeta hemsleyana
Nepeta hemsleyana là một loài thực vật có hoa trong họ Hoa môi. Loài này được Oliv. ex Prain mô tả khoa học đầu tiên năm 1890.